# 건설적 불신임
건설적 불신임(영어: Constructive vote of no confidence, 독일어: konstruktives Misstrauensvotum, 스페인어: moción de censura constructiva)은 후임 총리를 선출하지 않고서는 현직 총리를 불신임할 수 없는 제도로 불신임 결의의 변형된 형태다. 이 제도는 후임자를 정해놓지 않은 채 정부를 흔들려는 시도를 막는 것으로 정부의 안정성을 보장하게 된다.
1949년 서독에서 가장 먼저 도입되었으며 독일의 재통일 이후 현존하는 독일 정부에서도 유효하다. 1970년대부터는 다른 나라로 퍼져 나가 스페인, 헝가리, 레소토, 이스라엘, 폴란드, 슬로베니아, 알바니아, 벨기에 등에서도 채택하고 있다.

## 독일
제1차 세계 대전 이후 출범한 바이마르 공화국 정부는 매우 불안정했다. 국가의회는 0.1%의 득표율만으로 의석을 획득할 수 있는 선거 제도 속에서 수많은 정당이 난립하는 곳이 되었다. 이런 정치 지형은 연립 정부의 출현이 필수불가결했으나 독일 제국가 채택했던 형식적인 의회 제도는 독일인들에게 연립 정부를 구성하는 방법을 가르쳐 주지 못했다. 사민당, 중앙당, 진보인민당은 세계 대전 동안 평화결의안을 채택하는 등 정당 간의 협력을 경험한 적이 있었지만 이는 독일 황제와 제국 총리를 거스르는 행위였고 정치적으로 유의미한 결실을 얻지도 못했다. 세 정당은 전후 바이마르 연합을 구성해 바이마르 공화국 초기에 내각을 이끌었다. 하지만 그 후부터 사민당과 민주당이 밀려나고 인민당 등이 참여한 중도 우파 연립 정권이 독일을 통치하기 시작했다.
제국 총리는 오로지 황제에게만 책임을 지며 제국의회는 총리에게 어떠한 책임도 물을 수 없었다. 테오발트 폰 베트만홀베크가 의회 다수파의 분노를 샀을 때도 황제가 그의 해임을 원치 않았기에 의회는 아무런 조치도 취할 수 없었다. 이에 바이마르 헌법에는 총리는 의회의 신임을 받도록 명시적인 규정을 두었으며 대통령이 총리의 임명권과 해임권을 가진다고 했다. 1925년 파울 폰 힌덴부르크가 신임 대통령으로 취임했다. 힌덴부르크가 취임하기 전까지 대통령을 역임한 프리드리히 에베르트 때는 내각의 교체가 의회와의 협력 속에서 이루어졌으나 힌덴부르크는 의회 정치와 정당 정치에 대한 기본적인 개념이 부족했고 이는 1919년부터 1932년 사이 의회에서 가장 많은 의석을 차지하고 있던 사민당과 자주 충돌하게끔 만들었다. 에베르트는 헌법 제48조에 근거한 긴급조치를 136번이나 사용했지만 이는 정치적 폭력 사태와 경제적 위기에 대처하기 위한 것이었다. 하지만 힌덴부르크는 이 조항을 사용해 자신이 신임하는 내각을 세웠다. 이는 독일 정치를 혼란으로 이끌었고 나치당의 부상으로 이어졌다. 1932년 선거에서 나치당과 공산당은 605석 중에서 319석을 차지하여 내각 불신임을 통해 합법적으로 정부를 뒤엎을 수 있는 권한을 얻게 되었다.
바이마르 공화국에 종말을 가져다 준 이러한 불안정한 체제는 1949년 제정된 독일연방공화국 기본법에도 영향을 주었다. 기본법을 통해 후임 총리가 결정되지 않는 이상 현 총리를 불신임할 수 없도록 한 건설적 불신임 제도가 도입된 것이다. 따라서 후임자를 정하지 않은 채 내각불신임안이 통과되어도 내각이 사퇴하거나 새로운 선거가 치러지지 않았다.
1972년 빌리 브란트에 대한 불신임안이 처음으로 상정되었지만 2표 차이로 부결되었다. 1982년에는 헬무트 슈미트에 대한 불신임안이 상정되었고 이때는 통과되었다. 이후 후임 총리로 헬무트 콜이 선임되면서 불신임안이 효과를 발휘했고 슈미트는 최초로 불신임된 총리라는 불명예를 얻게 되었다. 2005년에도 불신임안이 상정되었는데 이때는 게르하르트 슈뢰더가 지방선거에서 패배하자 조기 선거를 위해 스스로 희망하여 불신임안이 통과되었다. 이는 33년 전 불신임안이 부결되었음에도 정치적으로 타격을 입은 브란트가 조기 총선을 감행해 승리한 것을 염두에 둔 것이었지만 결국 슈뢰더는 패배하고 총리직에서 물러나야 했다.
불신임안이 가결되기 위해서는 연방 하원의원 과반수의 동의가 필요하다. 표결에 참여하지 않은 것은 기권으로 간주한다. 연방대통령은 불신임안이 가결된 때에만 의회를 해산할 수 있다. 따라서 다른 내각제 국가와는 달리 독일은 의회 해산을 대통령에게 청할 필요가 없으며 조기 선거를 희망할 때에는 의도적으로 불신임안을 통과시켜 원하는 목적을 달성할 수 있다.
카를로 슈미트는 이러한 혁신적인 헌법의 주요한 기여자로 알려져 있지만 사실 이 제도는 제1차 세계 대전 이후 프로이센 자유국이 먼저 도입한 것이었다. 중앙의 바이마르 공화국이 존재하는 내내 엄청난 정치적 혼란을 겪었던 것에 비해 프로이센 자유국은 1919년부터 1932년까지 중도 좌파 연합에 의한 안정적인 통치가 이루어졌다.

### 1972년 투표
전술한 것처럼 1949년 기본법 제정 이후 독일에서 건설적 불신임안이 상정된 것은 세 차례다. 하지만 2005년의 불신임안은 조기 선거를 위해 여야의 합의 속에서 이루어진 것이므로 나머지 두 사례를 살펴보고자 한다.
첫 번째 사례는 1972년 4월 27일에 일어났는데 당시 야당이던 기민련과 기사련은 기민련 대표 라이너 바르첼을 후임 총리로 추대하고 사민당 소속의 브란트를 끌어내리고자 했다. 당시 사민당은 자민당과 함께 연정을 이끌고 있었는데 기민련-기사련의 큰 반발을 샀던 것은 동방 정책이었다. 사민당은 1969년 선거에서 기민련-기사련에 패배해 원내 2당에 머물렀지만 자민당의 지지로 가까스로 과반수를 얻어 정권을 얻을 수 있었다. 하지만 연정 내에서 동방 정책에 대한 반발로 일부 여당 의원들이 이탈하자 연립 내각의 의회 내 과반수가 무너지게 되었다. 야당은 250명의 표를 얻었고 이는 브란트를 불신임하기 위해 필요한 249표보다 1표 많은 것이었다.
브란트는 불신임안이 통과될 것이라 생각했다. 하지만 불신임 투표는 무기명 투표가 가지는 특성으로 인해 엉뚱한 방향으로 흘러갔다. 총리 투표는 무기명으로 이루어지는데 이는 불신임 투표에도 마찬가지로 적용되었다. 불신임 투표가 가결되기 위해서는 과반수의 동의가 필요했기에 반대·기권·투표 미참여는 큰 차이가 없었다. 다만 투표에 참여하지 않는 것은 반대표를 행사하는 것과 달리 사실 여부를 확인할 수 있다는 차이가 있었다. 이를 활용해 사민당 지도부는 바르첼에게 투표하려는 여당 의원들을 효과적으로 견제할 수 있었고 명확히 반대표를 던질 것으로 보이는 각료들만이 표결에 참여했다.
그 결과 496명 중에서 260명만이 투표를 했고 과반수인 249명보다 2표 모자란 247명만이 찬성했다. 10명은 반대했으며 3명은 기권했다. 이는 기민련-기사련 내에서 반란표가 나왔다는 것을 명백히 보여줬다. 훗날 기민련 의원 율리우스 슈타이너는 5만 마르크를 받았음을 실토했으며 기사련 의원 레오 바그너도 비슷한 의혹을 받았다. 통일 이후 브란트가 권력을 유지하는 것이 자신들에게 유리하다고 판단한 동독 정부가 국가보안부(슈타지)를 동원했음이 밝혀졌다. 다만 브란트의 동방 정책이 결과적으로 동독의 붕괴로 이어진 점은 아이러니한 부분이다.
하지만 브란트는 이 상태로 국정을 계속 운영하는 것은 힘들다고 판단하여 자발적으로 9월 하원에 신임동의안을 제출했다. 그리고 사민당이 이것을 의도적으로 부결시켜 조기 총선을 치렀고 사민당은 처음으로 기민련-기사련보다 높은 득표율을 올리고 의석 점유율도 51%에서 55%로 상승하는 등 성과를 거두었다.

### 1982년 투표
브란트가 사임한 뒤 총리가 된 인물은 슈미트였다. 자민당은 1970년대 에너지 위기 속에서 정부의 재정 지출을 줄일 것을 요구했으나 슈미트는 이를 받아들이지 않았고 사회보장을 확대하고자 했다. 1969년부터 지속된 사민당과 자민당의 연정은 1980년대 접어들면서 갈등을 빚기 시작했고 결국 자민당은 사민당과의 연정을 깨고 기민련-기사련에 접근했다. 사민당 내에서도 북대서양 조약 기구가 서독 영토에 핵무기를 설치하는 것을 두고 내분에 시달려 이에 적극적으로 대항하지 못했다.
1982년 10월 1일 진행된 불신임안은 497명의 의원 중 256명이 찬성하고 235명이 반대하여 과반수인 249명을 7표 차이로 넘겼다. 이로써 10년 전과 달리 불신임안이 가결되었고 기민련-기사련과 자민당은 즉시 기민련의 콜을 후임 수상으로 선출해 불신임안이 효과를 발휘하도록 했다. 하지만 자민당 내에서도 연정을 깬 것에 대한 불만이 나오는 등 새 연정이 혼란을 겪자 콜은 다음해에 조기 총선을 치렀고 안정적인 의석을 확보해 국정 동력을 얻을 수 있었다.

## 스페인
후안 카를로스 1세가 왕좌에 오르면서 입헌군주정이 부활한 스페인은 1978년 새 헌법을 제정하면서 독일의 건설적 불신임 제도를 도입했다. 독일은 1919년부터 군주제를 영구히 폐지한 것과 달리 스페인은 폐지된 군주정이 부활했다는 차이와 함께 헌법적 역사도 상이했지만 당시 스페인 신헌법을 제정하는 임무를 맡은 이들에게 독일의 기본법은 매우 성공적인 모델로 여겨졌다. 실제로 스페인은 건설적 불신임 외에도 연방 집행과 같은 다른 제도도 받아들였다(다만, 독일에서 해당 조항이 발동한 적은 한 번도 없으며 스페인에서도 이 조항에 대해서는 논란이 많다).
총리는 제안된 신임안이 부결되거나 의회가 정부를 불신임하면 사임해야 한다. 하지만 이와 함께 후임 총리 후보를 결정해야만 한다. 신임안이 부결되거나 불신임안이 통과될 시 후임 총리 후보는 곧바로 신임 총리로 취임하게 된다.
1978년 이래 스페인 역사에서 건설적 불신임안은 다섯 번 있었지만 성공한 사례는 한 번뿐으로 2018년 6월 1일 국민당의 마리아노 라호이가 물러나야 했다. 후임 총리로는 사회노동당의 페드로 산체스가 취임했다.

## 같이 보기
- 의원내각제
- 불신임 결의